# メジャーリーグベースボールの永久欠番

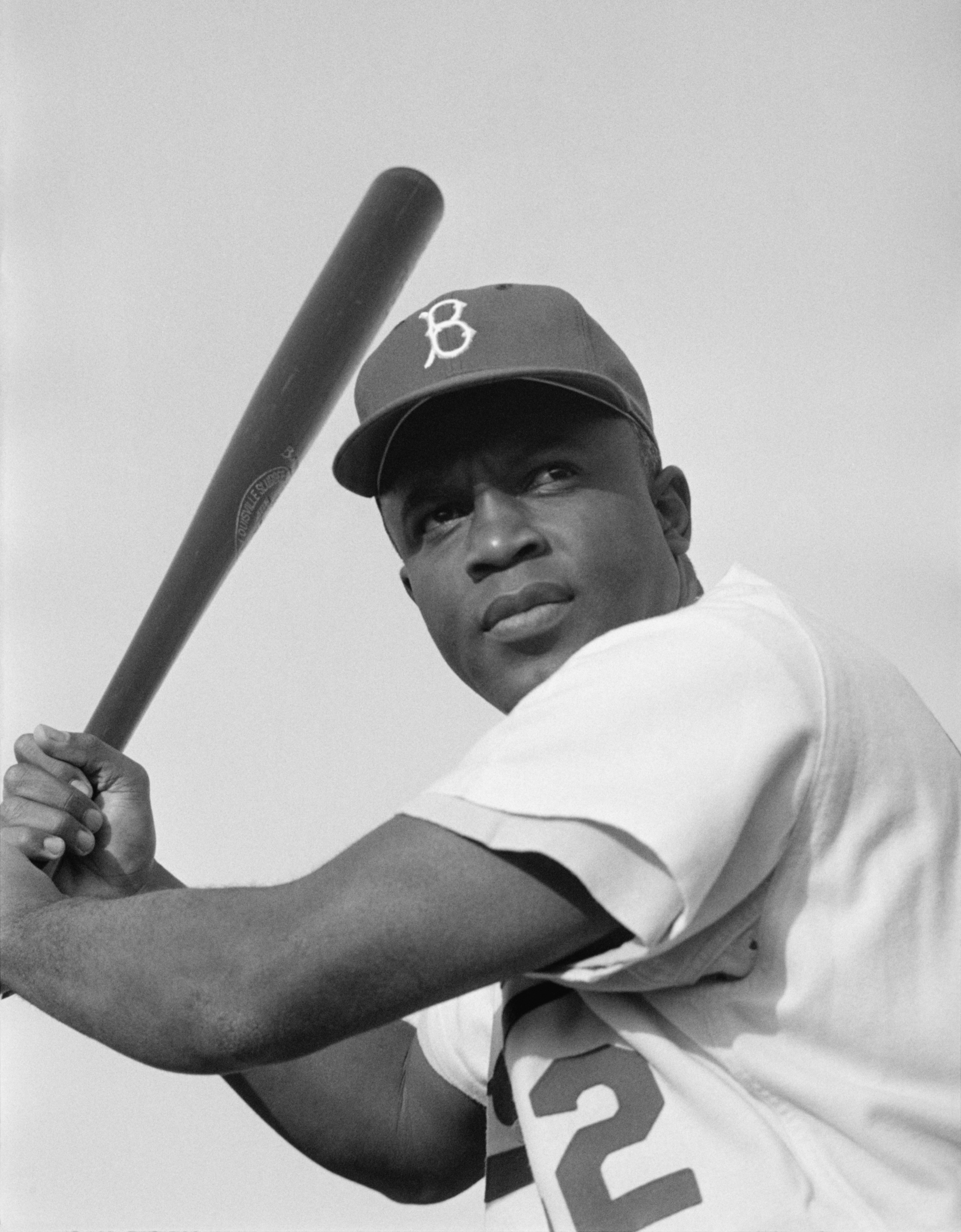
42番がメジャーリーグ全球団の永久欠番に制定されたジャッキー・ロビンソン

メジャーリーグベースボールの永久欠番（メジャーリーグベースボールのえいきゅうけつばん、Major League Baseball retired numbers）はメジャーリーグベースボール（MLB）の競技者・関係者などに対して適用される永久欠番について述べる。MLBのチームにとって、多くの背番号は受け継がれ使い回されるものであるが、多大な功績を残した人物の使用した背番号を、その人物の栄誉と栄光の歴史を末永く称えるために、チーム内で欠番として本人しか利用できないようにしたものが永久欠番である。

## 概要
背番号の始まりは、1916年のクリーブランド・インディアンスが、選手をより識別しやすくし、スコアカードの販売を増やすために制服に番号を付けたのが始まりとされる。初めて背番号を採用したのは、1929年のニューヨーク・ヤンキースだった。当初の背番号は付ける本人が決めるものではなく打順ごとに番号を割り振っただけだった。そのため、ベーブ・ルースは3番、ルー・ゲーリッグは4番をつけていた。
永久欠番の歴史は1939年7月、ニューヨーク・ヤンキースがルー・ゲーリッグが使用していた背番号4を欠番としたことに始まる。この年ゲーリッグは不治の病とされていた筋萎縮性側索硬化症（ALS、いわゆる「ルー・ゲーリッグ病」）で6月に引退を余儀なくされたが、長年の功績に敬意を表して、彼が病気から復帰するまでチームとして彼の背番号を他の誰にも使わせないという意味で欠番措置にした。そのことに対してゲーリッグは引退後もチームに居続けることができることに歓喜した。
当初はあくまでもニューヨーク・ヤンキースによるゲーリッグ個人に対してのみ設けられた特例措置であったが、ナショナル・リーグでニューヨーク・ジャイアンツのカール・ハッベルの「11」が永久欠番に指定されたことで徐々にほかのチームも取り入れるようになった。野球は他のスポーツとは違い、監督やコーチもユニフォームを着用するため、監督やコーチも永久欠番の対象になっており、それ以来150人以上の背番号が永久欠番となっている。一部の人物は複数の球団で欠番になったり、複数の人物がチーム内の同じ番号で顕彰されているケースもある。また、タイ・カッブやクリスティ・マシューソンのような背番号がなかった時代の選手や、背番号を持たないオーナーなどの球団関係者やチームに長年貢献したスポーツキャスター、更にはチームを応援するファンも永久欠番の対象となり、その場合対象に背番号を贈呈して欠番に指定する、チームのイニシャルなど数字以外の「欠番」を指定する、数字を指定せず対象の名前を以て「欠番扱い」とする、といった手段がとられる。

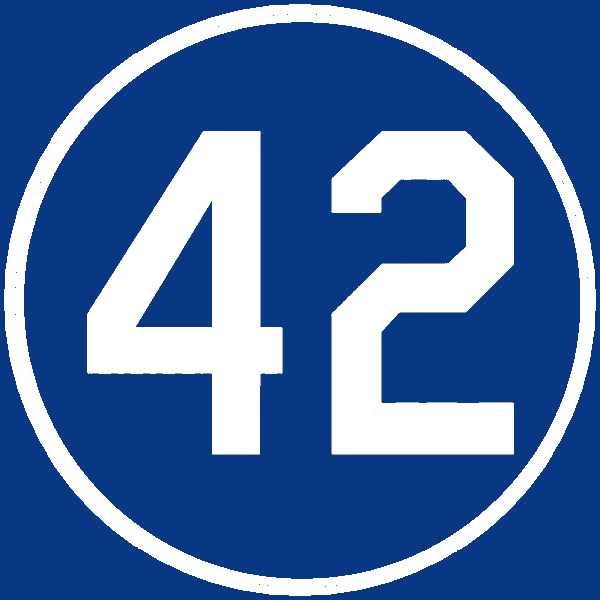
全球団で永久欠番となっているジャッキー・ロビンソンの背番号42

1901年以降では初の黒人選手で、その後の黒人選手のMLBでのプレーの道を切り開いたジャッキー・ロビンソンの「42」は1972年にロサンゼルス・ドジャースで永久欠番となっていたが、MLBは1997年4月15日にロビンソンのメジャーデビュー50周年を記念して「42番」を全球団で永久欠番に制定した。この理由に映画「42 〜世界を変えた男〜」の劇中でピー・ウィー・リースが発したセリフにもあるように「明日は全員で『42』を着けるか。そうすりゃ見分けがつかない（から野次られない）」という、人種差別に対する抗議を表している。ただし、制定される以前から「42」を使っていた選手は、特例として継続して使用することが認められた。日本のプロ野球では日本語の語呂合わせで「死に」につながる忌み数としての影響もあり、どの球団であっても必ずといっていいほど背番号の「42」が外国人選手が持つ事実上の専用持ち番なのはこのためであり、同番号を持つ外国人選手も非常に多くなっている。

上記の「42」を除いて永久欠番の制定基準に規定はなく、各球団に委ねられている。
その他、ブルージェイズはチーム創設以来、永久欠番制度を設けずに、「レベル・オブ・エクセレンス」という形で背番号を欠番とせずに、個人として顕彰していたが、2011年ロベルト・アロマーの12を永久欠番とした事で、他球団と足並みを揃えた（ただしレベル・オブ・エクセレンスとしての顕彰は引き続き行なっている）。その後もワシントン・ナショナルズが最後の永久欠番指定選手がいないチームとなっていたが、2022年にライアン・ジマーマンをナショナルズ初の永久欠番指定としたことにより、MLB全チームにおいてMLB指定の「42」を除いた番号で一つ以上の永久欠番を指定している。

## 永久欠番
|  | アメリカ野球殿堂表彰者 |

### 全球団共通
| チーム | 番号 | 欠番対象者             | 制定年月日    | ポジション | 備考                                                       |
| ------ | ---- | ---------------------- | ------------- | ---------- | ---------------------------------------------------------- |
| 全球団 | 42   | ジャッキー・ロビンソン | 1997年4月15日 | 内野手     | ロビンソンのMLBデビューから50周年となる1997年4月15日に指定 |

### アメリカン・リーグ
| アメリカン・リーグ              | アメリカン・リーグ | アメリカン・リーグ              | アメリカン・リーグ | アメリカン・リーグ  | アメリカン・リーグ                                                                                            |
| チーム                          | 番号               | 欠番対象者                      | 制定年月日         | ポジション          | 備考 |
| ------------------------------- | ------------------ | ------------------------------- | ------------------ | ------------------- | --- |
| ニューヨーク・ ヤンキース       | 1                  | ビリー・マーティン              | 1986年8月10日      | 内野手・監督        | |
| ニューヨーク・ ヤンキース       | 2                  | デレク・ジーター                | 2017年5月14日      | 遊撃手              | |
| ニューヨーク・ ヤンキース       | 3                  | ベーブ・ルース                  | 1948年6月13日      | 外野手              | |
| ニューヨーク・ ヤンキース       | 4                  | ルー・ゲーリッグ                | 1939年7月4日       | 一塁手              | MLB初の永久欠番指定                                                                                           |
| ニューヨーク・ ヤンキース       | 5                  | ジョー・ディマジオ              | 1952年4月18日      | 外野手              | |
| ニューヨーク・ ヤンキース       | 6                  | ジョー・トーリ                  | 2014年8月23日      | 監督                | |
| ニューヨーク・ ヤンキース       | 7                  | ミッキー・マントル              | 1969年6月8日       | 外野手              | |
| ニューヨーク・ ヤンキース       | 8                  | ビル・ディッキー                | 1972年7月22日      | 捕手                | MLB初の連名による永久欠番                                                                                     |
| ニューヨーク・ ヤンキース       | 8                  | ヨギ・ベラ                      | 1972年7月22日      | 捕手                | MLB初の連名による永久欠番                                                                                     |
| ニューヨーク・ ヤンキース       | 9                  | ロジャー・マリス                | 1984年7月21日      | 外野手              | |
| ニューヨーク・ ヤンキース       | 10                 | フィル・リズート                | 1985年8月4日       | 遊撃手              | |
| ニューヨーク・ ヤンキース       | 15                 | サーマン・マンソン              | 1979年8月3日       | 捕手                | |
| ニューヨーク・ ヤンキース       | 16                 | ホワイティ・フォード            | 1974年8月3日       | 投手                | |
| ニューヨーク・ ヤンキース       | 20                 | ホルヘ・ポサダ                  | 2015年8月22日      | 捕手                | |
| ニューヨーク・ ヤンキース       | 21                 | ポール・オニール                | 2022年2月22日      | 外野手              | |
| ニューヨーク・ ヤンキース       | 23                 | ドン・マッティングリー          | 1997年8月31日      | 一塁手              | |
| ニューヨーク・ ヤンキース       | 32                 | エルストン・ハワード            | 1984年7月21日      | 捕手                | |
| ニューヨーク・ ヤンキース       | 37                 | ケーシー・ステンゲル            | 1970年8月8日       | 監督                | |
| ニューヨーク・ ヤンキース       | 42                 | マリアノ・リベラ                | 2013年9月22日      | 投手                | |
| ニューヨーク・ ヤンキース       | 44                 | レジー・ジャクソン              | 1993年8月14日      | 外野手              | |
| ニューヨーク・ ヤンキース       | 46                 | アンディ・ペティット            | 2015年8月23日      | 投手                | |
| ニューヨーク・ ヤンキース       | 49                 | ロン・ギドリー                  | 2003年8月23日      | 投手                | |
| ニューヨーク・ ヤンキース       | 51                 | バーニー・ウィリアムス          | 2015年5月24日      | 外野手              | |
| ボルチモア・ オリオールズ       | 4                  | アール・ウィーバー              | 1982年9月19日      | 監督                | |
| ボルチモア・ オリオールズ       | 5                  | ブルックス・ロビンソン          | 1978年4月14日      | 三塁手              | |
| ボルチモア・ オリオールズ       | 8                  | カル・リプケン・ジュニア        | 2001年10月6日      | 遊撃手              | |
| ボルチモア・ オリオールズ       | 20                 | フランク・ロビンソン            | 1972年3月10日      | 外野手              | |
| ボルチモア・ オリオールズ       | 22                 | ジム・パーマー                  | 1985年9月1日       | 投手                | |
| ボルチモア・ オリオールズ       | 33                 | エディ・マレー                  | 1998年6月7日       | 一塁手              | |
| ボストン・ レッドソックス       | 1                  | ボビー・ドーア                  | 1988年5月21日      | 二塁手              | |
| ボストン・ レッドソックス       | 4                  | ジョー・クローニン              | 1984年5月29日      | 遊撃手              | |
| ボストン・ レッドソックス       | 6                  | ジョニー・ペスキー              | 2008年9月28日      | 遊撃手              | |
| ボストン・ レッドソックス       | 8                  | カール・ヤストレムスキー        | 1989年8月6日       | 外野手              | |
| ボストン・ レッドソックス       | 9                  | テッド・ウィリアムズ            | 1984年5月29日      | 外野手              | |
| ボストン・ レッドソックス       | 14                 | ジム・ライス                    | 2009年7月28日      | 外野手              | |
| ボストン・ レッドソックス       | 26                 | ウェイド・ボッグス              | 2016年5月26日      | 三塁手              | |
| ボストン・ レッドソックス       | 27                 | カールトン・フィスク            | 2000年9月4日       | 捕手                | |
| ボストン・ レッドソックス       | 34                 | デビッド・オルティーズ          | 2017年6月23日      | 指名打者 （内野手） | |
| ボストン・ レッドソックス       | 45                 | ペドロ・マルティネス            | 2015年7月28日      | 投手                | |
| タンパベイ・ レイズ             | 12                 | ウェイド・ボッグス              | 2000年4月7日       | 三塁手              | |
| タンパベイ・ レイズ             | 66                 | ドン・ジマー                    | 2015年4月6日       | チームスタッフ      | |
| トロント・ ブルージェイズ       | 32                 | ロイ・ハラデイ                  | 2018年2月12日      | 投手                | |
| シカゴ・ ホワイトソックス       | 2                  | ネリー・フォックス              | 1976年5月1日       | 二塁手              | |
| シカゴ・ ホワイトソックス       | 3                  | ハロルド・ベインズ              | 1989年8月20日      | 外野手              | 現役中に制定                                                                                                  |
| シカゴ・ ホワイトソックス       | 4                  | ルーク・アップリング            | 1975年6月7日       | 遊撃手              | |
| シカゴ・ ホワイトソックス       | 9                  | ミニー・ミノーソ                | 1983年5月8日       | 外野手              | |
| シカゴ・ ホワイトソックス       | 11                 | ルイス・アパリシオ              | 1984年8月14日      | 遊撃手              | 同郷のオマー・ビスケルに貸し出していた時期あり                                                                |
| シカゴ・ ホワイトソックス       | 14                 | ポール・コネルコ                | 2015年5月23日      | 一塁手              | |
| シカゴ・ ホワイトソックス       | 16                 | テッド・ライオンズ              | 1987年7月25日      | 投手                | |
| シカゴ・ ホワイトソックス       | 19                 | ビリー・ピアース                | 1987年7月25日      | 投手                | |
| シカゴ・ ホワイトソックス       | 35                 | フランク・トーマス              | 2010年8月29日      | 一塁手              | |
| シカゴ・ ホワイトソックス       | 56                 | マーク・バーリー                | 2017年6月24日      | 投手                | |
| シカゴ・ ホワイトソックス       | 72                 | カールトン・フィスク            | 1997年9月14日      | 捕手                | |
| クリーブランド・ ガーディアンズ | 3                  | アール・アベリル                | 1975年6月8日       | 外野手              | |
| クリーブランド・ ガーディアンズ | 5                  | ルー・ブードロー                | 1970年7月9日       | 遊撃手              | |
| クリーブランド・ ガーディアンズ | 14                 | ラリー・ドビー                  | 1994年7月3日       | 外野手              | |
| クリーブランド・ ガーディアンズ | 18                 | メル・ハーダー                  | 1990年7月28日      | 投手                | |
| クリーブランド・ ガーディアンズ | 19                 | ボブ・フェラー                  | 1956年12月28日     | 投手                | |
| クリーブランド・ ガーディアンズ | 20                 | フランク・ロビンソン            | 2017年5月28日      | 外野手              | |
| クリーブランド・ ガーディアンズ | 21                 | ボブ・レモン                    | 1998年6月20日      | 投手                | |
| クリーブランド・ ガーディアンズ | 25                 | ジム・トーミ                    | 2018年8月18日      | 一塁手              | |
| クリーブランド・ ガーディアンズ | 455                | インディアンスファン            | 2001年5月29日      | ファン              | 1995年6月12日から2001年4月4日までホームゲームが455戦連続で満員になったことを記念した「ファンのための背番号」  |
| デトロイト・ タイガース         | 1                  | ルー・ウィテカー                | 2022年8月6日       | 二塁手              | 2019年12月に欠番指定が決定していたが、新型コロナウイルス感染症の影響により欠番表彰が延期されていた。          |
| デトロイト・ タイガース         | 2                  | チャーリー・ゲーリンジャー      | 1983年6月12日      | 二塁手              | |
| デトロイト・ タイガース         | 3                  | アラン・トランメル              | 2018年8月26日      | 遊撃手              | |
| デトロイト・ タイガース         | 5                  | ハンク・グリーンバーグ          | 1983年6月12日      | 一塁手              | |
| デトロイト・ タイガース         | 6                  | アル・ケーライン                | 1980年8月17日      | 外野手              | |
| デトロイト・ タイガース         | 10                 | ジム・リーランド                | 2024年6月3日       | 監督                | |
| デトロイト・ タイガース         | 11                 | スパーキー・アンダーソン        | 2011年6月26日      | 監督                | |
| デトロイト・ タイガース         | 16                 | ハル・ニューハウザー            | 1997年7月27日      | 投手                | |
| デトロイト・ タイガース         | 23                 | ウィリー・ホートン              | 2000年7月15日      | 外野手              | |
| デトロイト・ タイガース         | 47                 | ジャック・モリス                | 2018年8月12日      | 投手                | |
| デトロイト・ タイガース         | －                 | タイ・カッブ                    | 2000年             | 外野手              | 背番号がない時代の選手で欠番扱い                                                                              |
| デトロイト・ タイガース         | －                 | アーニー・ハーウェル            | 2000年             | アナウンサー        | 実況担当 |
| カンザスシティ・ ロイヤルズ     | 5                  | ジョージ・ブレット              | 1994年5月14日      | 三塁手              | |
| カンザスシティ・ ロイヤルズ     | 10                 | ディック・ハウザー              | 1987年7月3日       | 監督                | |
| カンザスシティ・ ロイヤルズ     | 20                 | フランク・ホワイト              | 1995年5月2日       | 二塁手              | |
| ミネソタ・ ツインズ             | 3                  | ハーモン・キルブルー            | 1974年5月4日       | 一塁手              | |
| ミネソタ・ ツインズ             | 6                  | トニー・オリバ                  | 1991年7月14日      | 外野手              | |
| ミネソタ・ ツインズ             | 7                  | ジョー・マウアー                | 2019年6月15日      | 捕手                | |
| ミネソタ・ ツインズ             | 10                 | トム・ケリー                    | 2012年9月8日       | 監督                | |
| ミネソタ・ ツインズ             | 14                 | ケント・ハーベック              | 1995年8月13日      | 一塁手              | |
| ミネソタ・ ツインズ             | 28                 | バート・ブライレブン            | 2011年7月16日      | 投手                | |
| ミネソタ・ ツインズ             | 29                 | ロッド・カルー                  | 1987年7月19日      | 二塁手              | |
| ミネソタ・ ツインズ             | 34                 | カービー・パケット              | 1997年5月25日      | 外野手              | |
| ミネソタ・ ツインズ             | 36                 | ジム・カート                    | 2022年7月16日      | 投手                | |
| ヒューストン・ アストロズ       | 5                  | ジェフ・バグウェル              | 2007年8月26日      | 一塁手              | |
| ヒューストン・ アストロズ       | 7                  | クレイグ・ビジオ                | 2008年8月17日      | 二塁手              | |
| ヒューストン・ アストロズ       | 13                 | ビリー・ワグナー                | 2025年2月4日       | 投手                | |
| ヒューストン・ アストロズ       | 24                 | ジミー・ウィン                  | 2005年6月25日      | 外野手              | |
| ヒューストン・ アストロズ       | 25                 | ホセ・クルーズ                  | 1992年10月3日      | 外野手              | |
| ヒューストン・ アストロズ       | 32                 | ジム・アンブリット              | 1965年4月12日      | 投手                | |
| ヒューストン・ アストロズ       | 33                 | マイク・スコット                | 1992年10月3日      | 投手                | |
| ヒューストン・ アストロズ       | 34                 | ノーラン・ライアン              | 1996年9月29日      | 投手                | |
| ヒューストン・ アストロズ       | 40                 | ドン・ウィルソン                | 1975年4月13日      | 投手                | |
| ヒューストン・ アストロズ       | 49                 | ラリー・ダーカー                | 2002年5月19日      | 投手                | |
| ロサンゼルス・ エンゼルス       | 11                 | ジム・フレゴシ                  | 1998年8月1日       | 遊撃手              | |
| ロサンゼルス・ エンゼルス       | 26                 | ジーン・オートリー              | 1982年8月3日       | オーナー            | 著名な歌手でありエンゼルス創設者・初代オーナー                                                                |
| ロサンゼルス・ エンゼルス       | 29                 | ロッド・カルー                  | 1991年8月6日       | 一塁手              | |
| ロサンゼルス・ エンゼルス       | 30                 | ノーラン・ライアン              | 1992年6月16日      | 投手                | |
| ロサンゼルス・ エンゼルス       | 50                 | ジミー・リース                  | 1995年8月2日       | コーチ              | |
| オークランド・ アスレチックス   | 9                  | レジー・ジャクソン              | 2004年5月22日      | 外野手              | |
| オークランド・ アスレチックス   | 24                 | リッキー・ヘンダーソン          | 2009年8月1日       | 外野手              | |
| オークランド・ アスレチックス   | 27                 | キャットフィッシュ・ハンター    | 1991年6月9日       | 投手                | |
| オークランド・ アスレチックス   | 34                 | ローリー・フィンガーズ          | 1993年7月5日       | 投手                | |
| オークランド・ アスレチックス   | 34                 | デーブ・スチュワート            | 2019年8月25日      | 投手                | |
| オークランド・ アスレチックス   | 43                 | デニス・エカーズリー            | 2005年8月13日      | 投手                | |
| オークランド・ アスレチックス   | －                 | ウォルター・A・ハース・ジュニア | 1995年             | オーナー            | ジーンズメーカーのリーバイスオーナーでありアスレチックス2代目オーナーで、本拠地移転を阻止した事に敬意を表して |
| シアトル・ マリナーズ           | 11                 | エドガー・マルティネス          | 2017年8月12日      | 指名打者 （内野手） | |
| シアトル・ マリナーズ           | 24                 | ケン・グリフィー・ジュニア      | 2016年8月6日       | 外野手              | |
| シアトル・ マリナーズ           | 51                 | イチロー                        | 2025年1月21日      | 外野手              | 日本人・アジア人初のMLB永久欠番                                                                               |
| シアトル・ マリナーズ           | 51                 | ランディ・ジョンソン            | 2025年6月2日       | 投手                | |
| テキサス・ レンジャーズ         | 7                  | イバン・ロドリゲス              | 2017年8月12日      | 捕手                | |
| テキサス・ レンジャーズ         | 10                 | マイケル・ヤング                | 2019年8月31日      | 遊撃手              | |
| テキサス・ レンジャーズ         | 26                 | ジョニー・オーツ                | 2005年8月5日       | 監督                | |
| テキサス・ レンジャーズ         | 29                 | エイドリアン・ベルトレ          | 2019年6月8日       | 三塁手              | |
| テキサス・ レンジャーズ         | 34                 | ノーラン・ライアン              | 1996年9月15日      | 投手                | |

### ナショナル・リーグ
| ナショナル・リーグ              | ナショナル・リーグ | ナショナル・リーグ             | ナショナル・リーグ    | ナショナル・リーグ | ナショナル・リーグ                                                            |
| チーム                          | 番号               | 欠番対象者                     | 制定年月日            | ポジション         | 備考                                                                          |
| ------------------------------- | ------------------ | ------------------------------ | --------------------- | ------------------ | ----------------------------------------------------------------------------- |
| アトランタ・ ブレーブス         | 3                  | デール・マーフィー             | 1994年6月13日         | 外野手             |                                                                               |
| アトランタ・ ブレーブス         | 6                  | ボビー・コックス               | 2011年8月12日         | 監督               |                                                                               |
| アトランタ・ ブレーブス         | 10                 | チッパー・ジョーンズ           | 2013年6月28日         | 三塁手             |                                                                               |
| アトランタ・ ブレーブス         | 21                 | ウォーレン・スパーン           | 1965年12月11日        | 投手               |                                                                               |
| アトランタ・ ブレーブス         | 25                 | アンドリュー・ジョーンズ       | 2023年4月3日          | 外野手             |                                                                               |
| アトランタ・ ブレーブス         | 29                 | ジョン・スモルツ               | 2012年6月8日          | 投手               |                                                                               |
| アトランタ・ ブレーブス         | 31                 | グレッグ・マダックス           | 2009年7月17日         | 投手               |                                                                               |
| アトランタ・ ブレーブス         | 35                 | フィル・ニークロ               | 1984年8月6日          | 投手               |                                                                               |
| アトランタ・ ブレーブス         | 41                 | エディ・マシューズ             | 1969年7月26日         | 三塁手             |                                                                               |
| アトランタ・ ブレーブス         | 44                 | ハンク・アーロン               | 1977年4月15日         | 外野手             |                                                                               |
| アトランタ・ ブレーブス         | 47                 | トム・グラビン                 | 2010年8月6日          | 投手               |                                                                               |
| ニューヨーク・ メッツ           | 5                  | デビッド・ライト               | 2025年7月19日（予定） | 三塁手             |                                                                               |
| ニューヨーク・ メッツ           | 14                 | ギル・ホッジス                 | 1973年6月9日          | 監督               |                                                                               |
| ニューヨーク・ メッツ           | 16                 | ドワイト・グッデン             | 2024年4月14日         | 投手               |                                                                               |
| ニューヨーク・ メッツ           | 17                 | キース・ヘルナンデス           | 2022年7月10日         | 一塁手             |                                                                               |
| ニューヨーク・ メッツ           | 18                 | ダリル・ストロベリー           | 2024年6月1日          | 外野手             |                                                                               |
| ニューヨーク・ メッツ           | 24                 | ウィリー・メイズ               | 2022年8月27日         | 外野手             |                                                                               |
| ニューヨーク・ メッツ           | 31                 | マイク・ピアッツァ             | 2016年7月30日         | 捕手               |                                                                               |
| ニューヨーク・ メッツ           | 36                 | ジェリー・クーズマン           | 2019年9月24日         | 投手               | 新型コロナウイルス感染症の影響により欠番表彰が2021年8月28日に延期された。     |
| ニューヨーク・ メッツ           | 37                 | ケーシー・ステンゲル           | 1965年9月2日          | 監督               |                                                                               |
| ニューヨーク・ メッツ           | 41                 | トム・シーバー                 | 1988年6月24日         | 投手               |                                                                               |
| ニューヨーク・ メッツ           | －                 | ウィリアム・シェイ             | 2008年4月8日          | 球団創設者         | 本拠地のシェイ・スタジアムの取り壊しの際に欠番扱い                            |
| ニューヨーク・ メッツ           | －                 | ラルフ・カイナー               | 2014年3月31日         | アナウンサー       | 実況担当                                                                      |
| マイアミ・マーリンズ            | 16                 | ホセ・フェルナンデス           | 2016年                | 投手               |                                                                               |
| ワシントン・ナショナルズ        | 11                 | ライアン・ジマーマン           | 2022年                | 三塁手             |                                                                               |
| フィラデルフィア・ フィリーズ   | 1                  | リッチー・アッシュバーン       | 1979年8月24日         | 外野手             |                                                                               |
| フィラデルフィア・ フィリーズ   | 14                 | ジム・バニング                 | 2001年4月16日         | 投手               |                                                                               |
| フィラデルフィア・ フィリーズ   | 15                 | ディック・アレン               | 2020年9月3日          | 三塁手             |                                                                               |
| フィラデルフィア・ フィリーズ   | 20                 | マイク・シュミット             | 1990年5月26日         | 三塁手             |                                                                               |
| フィラデルフィア・ フィリーズ   | 32                 | スティーブ・カールトン         | 1989年7月29日         | 投手               |                                                                               |
| フィラデルフィア・ フィリーズ   | 34                 | ロイ・ハラデイ                 | 2020年2月4日          | 投手               | 新型コロナウイルス感染症の影響により欠番表彰が翌2021年8月8日に延期された。    |
| フィラデルフィア・ フィリーズ   | 36                 | ロビン・ロバーツ               | 1962年3月21日         | 投手               |                                                                               |
| フィラデルフィア・ フィリーズ   | －                 | ピート・アレクサンダー         | 2001年                | 投手               | 背番号導入前の功績のため「P」の欠番扱い                                       |
| フィラデルフィア・ フィリーズ   | －                 | チャック・クライン             | 2001年                | 外野手             | 毎シーズン背番号を変えていたため「P」の欠番扱い                               |
| シカゴ・ カブス                 | 10                 | ロン・サント                   | 2003年9月28日         | 三塁手             |                                                                               |
| シカゴ・ カブス                 | 14                 | アーニー・バンクス             | 1982年8月22日         | 遊撃手             |                                                                               |
| シカゴ・ カブス                 | 23                 | ライン・サンドバーグ           | 2005年8月28日         | 二塁手             |                                                                               |
| シカゴ・ カブス                 | 26                 | ビリー・ウィリアムズ           | 1987年8月13日         | 外野手             |                                                                               |
| シカゴ・ カブス                 | 31                 | ファーガソン・ジェンキンス     | 2009年5月3日          | 投手               |                                                                               |
| シカゴ・ カブス                 | 31                 | グレッグ・マダックス           | 2009年5月3日          | 投手               |                                                                               |
| シンシナティ・ レッズ           | 1                  | フレッド・ハッチンソン         | 1964年10月19日        | 監督               |                                                                               |
| シンシナティ・ レッズ           | 5                  | ジョニー・ベンチ               | 1984年8月11日         | 捕手               |                                                                               |
| シンシナティ・ レッズ           | 8                  | ジョー・モーガン               | 1998年6月6日          | 二塁手             |                                                                               |
| シンシナティ・ レッズ           | 10                 | スパーキー・アンダーソン       | 2005年5月28日         | 監督               |                                                                               |
| シンシナティ・ レッズ           | 11                 | バリー・ラーキン               | 2012年8月25日         | 遊撃手             |                                                                               |
| シンシナティ・ レッズ           | 13                 | デーブ・コンセプシオン         | 2007年8月25日         | 遊撃手             |                                                                               |
| シンシナティ・ レッズ           | 14                 | ピート・ローズ                 | 2016年6月26日         | 内野手             |                                                                               |
| シンシナティ・ レッズ           | 18                 | テッド・クルズースキー         | 1998年7月18日         | 一塁手             |                                                                               |
| シンシナティ・ レッズ           | 20                 | フランク・ロビンソン           | 1998年5月22日         | 外野手             |                                                                               |
| シンシナティ・ レッズ           | 24                 | トニー・ペレス                 | 2000年5月27日         | 一塁手             |                                                                               |
| ミルウォーキー・ ブルワーズ     | 1                  | バド・セリグ                   | 2015年4月6日          | オーナー           | 球団初代オーナー、MLBコミッショナー                                           |
| ミルウォーキー・ ブルワーズ     | 4                  | ポール・モリター               | 1999年6月11日         | 三塁手             |                                                                               |
| ミルウォーキー・ ブルワーズ     | 19                 | ロビン・ヨーント               | 1994年5月29日         | 遊撃手             |                                                                               |
| ミルウォーキー・ ブルワーズ     | 34                 | ローリー・フィンガーズ         | 1992年8月9日          | 投手               |                                                                               |
| ミルウォーキー・ ブルワーズ     | 44                 | ハンク・アーロン               | 1976年10月3日         | 外野手             |                                                                               |
| ミルウォーキー・ ブルワーズ     | 50                 | ボブ・ユッカー                 | 2009年3月12日         | アナウンサー       | 実況担当                                                                      |
| ピッツバーグ・ パイレーツ       | 1                  | ビリー・マイヤー               | 1954年                | 監督               |                                                                               |
| ピッツバーグ・ パイレーツ       | 4                  | ラルフ・カイナー               | 1987年9月19日         | 外野手             |                                                                               |
| ピッツバーグ・ パイレーツ       | 8                  | ウィリー・スタージェル         | 1982年9月6日          | 一塁手             |                                                                               |
| ピッツバーグ・ パイレーツ       | 9                  | ビル・マゼロスキー             | 1987年8月7日          | 二塁手             |                                                                               |
| ピッツバーグ・ パイレーツ       | 11                 | ポール・ウェイナー             | 2007年7月21日         | 外野手             | 現役引退から永久欠番に指定されるまでの期間は最長の68年                        |
| ピッツバーグ・ パイレーツ       | 20                 | パイ・トレイナー               | 1972年4月18日         | 内野手             |                                                                               |
| ピッツバーグ・ パイレーツ       | 21                 | ロベルト・クレメンテ           | 1973年4月6日          | 外野手             |                                                                               |
| ピッツバーグ・ パイレーツ       | 33                 | ホーナス・ワグナー             | 1952年2月16日         | 遊撃手             | 選手時代には背番号が無かったが、引退後にコーチとして着用した番号              |
| ピッツバーグ・ パイレーツ       | 40                 | ダニー・マートー               | 1977年4月7日          | 監督               |                                                                               |
| セントルイス・ カージナルス     | 1                  | オジー・スミス                 | 1996年9月26日         | 遊撃手             |                                                                               |
| セントルイス・ カージナルス     | 2                  | レッド・ショーエンディーンスト | 1996年5月11日         | 内野手・監督       |                                                                               |
| セントルイス・ カージナルス     | 6                  | スタン・ミュージアル           | 1963年9月29日         | 外野手             |                                                                               |
| セントルイス・ カージナルス     | 9                  | イーノス・スローター           | 1996年9月6日          | 外野手             |                                                                               |
| セントルイス・ カージナルス     | 10                 | トニー・ラルーサ               | 2012年5月11日         | 監督               |                                                                               |
| セントルイス・ カージナルス     | 14                 | ケン・ボイヤー                 | 1984年5月20日         | 三塁手             |                                                                               |
| セントルイス・ カージナルス     | 17                 | ディジー・ディーン             | 1974年9月22日         | 投手               |                                                                               |
| セントルイス・ カージナルス     | 20                 | ルー・ブロック                 | 1979年9月9日          | 外野手             |                                                                               |
| セントルイス・ カージナルス     | 23                 | テッド・シモンズ               | 2021年7月31日         | 捕手               |                                                                               |
| セントルイス・ カージナルス     | 24                 | ホワイティ・ハーゾグ           | 2010年7月31日         | 監督               |                                                                               |
| セントルイス・ カージナルス     | 42                 | ブルース・スーター             | 2006年9月17日         | 投手               |                                                                               |
| セントルイス・ カージナルス     | 45                 | ボブ・ギブソン                 | 1975年9月1日          | 投手               |                                                                               |
| セントルイス・ カージナルス     | 85                 | オーガスト・ブッシュ           | 1984年4月13日         | オーナー           | 球団買収後にCEOや会長などを歴任。「85」は1984年に引退した時の年齢             |
| セントルイス・ カージナルス     | －                 | ロジャース・ホーンスビー       | 1963年                | 内野手             | 背番号がない時代に全盛期を過ごしたことからチームロゴの「SL」を欠番扱い        |
| セントルイス・ カージナルス     | －                 | ジャック・バック               | 2002年                | アナウンサー       | 実況担当                                                                      |
| アリゾナ・ ダイヤモンドバックス | 20                 | ルイス・ゴンザレス             | 2010年8月7日          | 外野手             |                                                                               |
| アリゾナ・ ダイヤモンドバックス | 51                 | ランディ・ジョンソン           | 2015年8月8日          | 投手               |                                                                               |
| コロラド・ ロッキーズ           | 17                 | トッド・ヘルトン               | 2014年8月17日         | 一塁手             |                                                                               |
| コロラド・ ロッキーズ           | 33                 | ラリー・ウォーカー             | 2020年1月17日         | 外野手             |                                                                               |
| コロラド・ ロッキーズ           | －                 | ケリー・マクレガー             | 2010年9月28日         | 球団社長           | 初代球団社長。イニシャルの「KSM」を欠番扱い                                   |
| ロサンゼルス・ ドジャース       | 1                  | ピー・ウィー・リース           | 1984年7月1日          | 遊撃手             |                                                                               |
| ロサンゼルス・ ドジャース       | 2                  | トミー・ラソーダ               | 1997年8月15日         | 監督               |                                                                               |
| ロサンゼルス・ ドジャース       | 4                  | デューク・スナイダー           | 1980年7月6日          | 外野手             |                                                                               |
| ロサンゼルス・ ドジャース       | 14                 | ギル・ホッジス                 | 2022年6月4日          | 一塁手             |                                                                               |
| ロサンゼルス・ ドジャース       | 19                 | ジム・ギリアム                 | 1978年10月10日        | 内野手             |                                                                               |
| ロサンゼルス・ ドジャース       | 20                 | ドン・サットン                 | 1998年8月14日         | 投手               |                                                                               |
| ロサンゼルス・ ドジャース       | 24                 | ウォルター・オルストン         | 1977年6月5日          | 監督               |                                                                               |
| ロサンゼルス・ ドジャース       | 32                 | サンディー・コーファックス     | 1972年6月4日          | 投手               |                                                                               |
| ロサンゼルス・ ドジャース       | 34                 | フェルナンド・バレンズエラ     | 2023年8月12日         | 投手               |                                                                               |
| ロサンゼルス・ ドジャース       | 39                 | ロイ・キャンパネラ             | 1972年6月4日          | 捕手               |                                                                               |
| ロサンゼルス・ ドジャース       | 42                 | ジャッキー・ロビンソン         | 1972年6月4日          | 内野手             | 全球団共通                                                                    |
| ロサンゼルス・ ドジャース       | 53                 | ドン・ドライスデール           | 1984年7月1日          | 投手               |                                                                               |
| サンディエゴ・ パドレス         | 6                  | スティーブ・ガービー           | 1988年4月16日         | 一塁手             |                                                                               |
| サンディエゴ・ パドレス         | 19                 | トニー・グウィン               | 2004年9月4日          | 外野手             |                                                                               |
| サンディエゴ・ パドレス         | 31                 | デーブ・ウィンフィールド       | 2001年4月14日         | 外野手             |                                                                               |
| サンディエゴ・ パドレス         | 35                 | ランディ・ジョーンズ           | 1997年5月9日          | 投手               |                                                                               |
| サンディエゴ・ パドレス         | 51                 | トレバー・ホフマン             | 2011年8月21日         | 投手               |                                                                               |
| サンディエゴ・ パドレス         | －                 | レイ・クロック                 | 1984年                | オーナー           | 球団2代目オーナー                                                             |
| サンディエゴ・ パドレス         | －                 | ジェリー・コールマン           | 2001年                | アナウンサー       | 実況担当                                                                      |
| サンフランシスコ・ ジャイアンツ | 3                  | ビル・テリー                   | 1984年                | 内野手             |                                                                               |
| サンフランシスコ・ ジャイアンツ | 4                  | メル・オット                   | 1948年7月17日         | 外野手             |                                                                               |
| サンフランシスコ・ ジャイアンツ | 11                 | カール・ハッベル               | 1944年                | 投手               | ナ・リーグ初の永久欠番指定                                                    |
| サンフランシスコ・ ジャイアンツ | 20                 | モンテ・アーヴィン             | 2010年6月26日         | 外野手             |                                                                               |
| サンフランシスコ・ ジャイアンツ | 22                 | ウィル・クラーク               | 2020年7月11日         | 一塁手             | 新型コロナウイルス感染症の影響により欠番表彰が2022年7月30日に延期されている。 |
| サンフランシスコ・ ジャイアンツ | 24                 | ウィリー・メイズ               | 1972年5月12日         | 外野手             |                                                                               |
| サンフランシスコ・ ジャイアンツ | 25                 | バリー・ボンズ                 | 2018年8月11日         | 外野手             |                                                                               |
| サンフランシスコ・ ジャイアンツ | 27                 | フアン・マリシャル             | 1983年7月10日         | 投手               |                                                                               |
| サンフランシスコ・ ジャイアンツ | 30                 | オーランド・セペダ             | 1999年7月11日         | 一塁手             |                                                                               |
| サンフランシスコ・ ジャイアンツ | 36                 | ゲイロード・ペリー             | 2005年7月23日         | 投手               |                                                                               |
| サンフランシスコ・ ジャイアンツ | 44                 | ウィリー・マッコビー           | 1980年9月21日         | 一塁手             |                                                                               |
| サンフランシスコ・ ジャイアンツ | －                 | クリスティ・マシューソン       | 1988年                | 投手               | 背番号がない時代の投手でニューヨークのイニシャル「NY」を欠番扱い              |
| サンフランシスコ・ ジャイアンツ | －                 | ジョン・マグロー               | 1988年                | 監督               | 背番号がない時代の監督でニューヨークのイニシャル「NY」を欠番扱い              |

### 複数球団にまたがる同一人物の永久欠番
現在までに12名が存在する。
3球団で永久欠番
- ノーラン・ライアン（エンゼルスの30、アストロズ・レンジャーズの34）
- フランク・ロビンソン（レッズ・オリオールズ・ガーディアンズの20）

2球団で永久欠番
- ハンク・アーロン（ブレーブス・ブルワーズの44）
- ケーシー・ステンゲル（ヤンキース・メッツの37）
- カールトン・フィスク（レッドソックスの27、ホワイトソックスの72）
- ロッド・カルー（ツインズ・エンゼルスの29）
- ローリー・フィンガース（アスレチックス・ブルワーズの34）
- レジー・ジャクソン（ヤンキースの44、アスレチックスの9）
- グレッグ・マダックス（カブス・ブレーブスの31）
- スパーキー・アンダーソン（レッズの10、タイガースの11）
- ウェイド・ボッグス（レイズの12、レッドソックスの26）
- ラルフ・カイナー（パイレーツの4、メッツの「マイクロフォン」[注釈 9]）
- ロイ・ハラデイ（ブルージェイズの32、フィリーズの34）
- ギル・ホッジス（ドジャース・メッツの14）
- ウィリー・メイズ（ジャイアンツ・メッツの24）
- ランディ・ジョンソン（ダイヤモンドバックス・マリナーズの51）

### 複数の競技者を称えた永久欠番
現在までに7つのケースが存在する。
- ヤンキースの8（ビル・ディッキーとヨギ・ベラ）、
- ヤンキースの42（ジャッキー・ロビンソンとマリアノ・リベラ）
- カージナルスの42（ジャッキー・ロビンソンとブルース・スーター）
- カブスの31（ファーガソン・ジェンキンスとグレッグ・マダックス）
- ナショナルズの10（アンドレ・ドーソンとラスティ・スタウブ）
- アスレチックスの34（ローリー・フィンガーズとデーブ・スチュワート）
- マリナーズの51（イチローとランディ・ジョンソン）

## 失効した永久欠番
一度永久欠番として制定されたが失効した番号がある。ワシントン・ナショナルズは前身のモントリオール・エクスポズで永久欠番に制定されていた3つの番号を2005年の本拠地のワシントンへの移転に伴い、引き続き「エクスポズの永久欠番」して顕彰する一方、ナショナルズでは改めて当該番号の使用を再開し、将来的に別途「ナショナルズの永久欠番」が制定される可能性も示唆され、2022年にライアン・ジマーマンがナショナルズとしては初の永久欠番となった。
| 失効した永久欠番            | 失効した永久欠番 | 失効した永久欠番             | 失効した永久欠番 | 失効した永久欠番 | 失効した永久欠番 |
| チーム                      | 番号             | 欠番対象者                   | 制定年月日       | ポジション       | 備考 |
| --------------------------- | ---------------- | ---------------------------- | ---------------- | ---------------- | --- |
| モントリオール・ エクスポズ | 8                | ゲイリー・カーター           | 1993年7月31日    | 捕手             | |
| モントリオール・ エクスポズ | 10               | ラスティ・スタウブ           | 1993年5月15日    | 外野手           | |
| モントリオール・ エクスポズ | 10               | アンドレ・ドーソン           | 1997年7月6日     | 外野手           | |
| モントリオール・ エクスポズ | 30               | ティム・レインズ             | 2004年6月19日    | 外野手           | |
| レッズ                      | 5                | ウィラード・ハーシュバーガー | 1940年           | 捕手             | ハーシュバーガーが自殺した1940年に追悼の意による一時的なもの。同年ディック・ウェストが着用し、その後ジョニー・ベンチの永久欠番となっている。ハーシュバーガーとの連名ではない。            |
| マーリンズ                  | 5                | カール・バーガー             | 1993年4月5日     | その他           | 初代球団社長で球団創設後、開幕前に死去。バーガーに敬意を表して彼が大ファンだったジョー・ディマジオの5番を欠番とした。2012年に球団名変更の際に欠番を解除。                                 |
| ブルージェイズ              | 12               | ロベルト・アロマー           | 2011年7月31日    | 二塁手           | 2011年にアメリカ野球殿堂入りを果たせたものの、2021年、過去に自ら起こした性的な事件からMLB不適切者リストに記載されたことでブルージェイズはアロマーの一切の名誉を剥奪、2023年に欠番を解除。 |

## 名誉番号（準永久欠番）
永久欠番にはなっていないものの敬意を表して永久欠番に準ずる形で、通常、名誉番号（honored(honoured) number）と呼ばれ、非公式ながら欠番としている番号。
未だ現役の選手を含めて将来的に永久欠番となる可能性を有するものを含めて、欠番状態が継続している番号を記載する。
| 名誉番号         | 名誉番号 | 名誉番号                   | 名誉番号                 | 名誉番号 |
| チーム           | 番号     | 対象者                     | 欠番期間など             | 備考 |
| ---------------- | -------- | -------------------------- | ------------------------ | --- |
| ホワイトソックス | 6        | チャーリー・ラウ           | 1995年-                  | |
| ホワイトソックス | 13       | オジー・ギーエン           | 2003年-                  | |
| レッドソックス   | 21       | ロジャー・クレメンス       | 1997年-                  | |
| レッドソックス   | 49       | ティム・ウェイクフィールド | 2012年-                  | |
| オリオールズ     | 7        | カル・リプケン・シニア     | 1989年-                  | |
| オリオールズ     | 44       | エルロッド・ヘンドリックス | 2005年-                  | 1978年にオリオールズの選手兼任コーチに就任以降、2005年シーズンの終了後に急死するまで一度も退団することなくブルペンコーチとして同番号を付け続けた。 |
| エンゼルス       | 15       | ティム・サーモン           | 2007年 -                 | |
| メッツ           | 8        | ゲイリー・カーター         | 2002年-                  | |
| カージナルス     | 4        | ヤディアー・モリーナ       | 2023年-                  | |
| カージナルス     | 5        | アルバート・プホルス       | 2012年 - 2021年、2023年- | |
| ブルワーズ       | 17       | ジム・ガントナー           | 1993年-                  | |